# 三官洞林区
三官洞乡，是中华人民共和国湖北省十堰市郧西县下辖的一个乡镇级行政单位。

## 行政区划
三官洞乡下辖以下地区：
三官洞村、蒿坪沟村、马家坪村、祖师殿村、何家井村、封火墙村和椴树垭村。